# 阿肯色號戰艦
阿肯色號戰艦（舷號BB-33）是一艘隸屬於美國海軍的戰艦，為懷俄明級戰艦的二號艦。她是美軍第三艘以阿肯色州為名的軍艦。
阿肯色號在1910年於紐約造船廠建造，於1911年下水，在1912年服役。接著阿肯色號主要在大西洋執勤，並在1914年支援美國在坦皮科事件後入侵韋拉克魯斯。美國參與第一次世界大戰後，阿肯色號被派到英國海域，加入英國本土艦隊，主要負責護航任務。
戰後阿肯色號恢復日常訓練，並參與多次艦隊解難演習（Fleet Problems），又曾在1925年進行現代化改建。1941年美國正式參與第二次世界大戰後，阿肯色號主要在北大西洋及地中海進行護航任務，並先後在諾曼第戰役及龍騎兵行動中負責炮火支援。歐洲戰事即將結束之際，阿肯色號被調到太平洋艦隊，並先後參與硫磺島戰役及沖繩戰役。戰後阿肯色號參與魔毯行動（Operation Magic Carpet），運載美軍返國。1946年阿肯色號被編入十字路口行動核試的靶艦。7月1日，阿肯色號在首波核試中損傷輕微，但在25日的水下核試中遭近距引爆核彈擊沉。同月29日阿肯色號在海軍正式退役。
阿肯色號在二戰共獲得四枚戰鬥之星。